# クリフォト
クリフォト（Qliphoth、קליפות）は、ユダヤの神秘主義カバラにおける悪の勢力もしくは不均衡な諸力を表す概念である。
「クリフォト」という言葉自体はヘブライ語で「皮」「殻」を意味するクリファ（qlipha, קליפה）の複数形である。

## 概要
クリフォトは、13世紀のカバラの文献「ゾーハル」によって初めて記された。これによると、太陽と月が分離した際に月が内部の光を隠すために上下の殻（クリフォト）で覆ったと説明されている。
16世紀のカバリスト、アイザック・ルリアは、クリフォトを聖性を隠す比喩的な殻と考えた。彼によるとクリフォトは偶像崇拝など十戒で禁じられた悪徳と等しいものとされている。
20世紀の非ユダヤ人によるヘルメティックカバラによって、クリフォトは悪魔と関連付けられるようになった。アレイスター・クロウリーはいくつかの悪魔の名を挙げ、「クリフォトの騎士団」と呼んだ。イスラエル・リガルディーは、クリフォトの要素としてリリスやサマエルを挙げている。

## クリフォトの図式化
ヘルメティックカバラによるクリフォトと悪魔との関係は、セフィロトを上下に反転させた図としてクリフォトを図式化した。その図式は「邪悪の樹」や「死の樹」とも呼ばれるようになった。

### ウイリアム・G・グレイによる邪悪の樹
サングレアル同胞団の創始者ウイリアム・G・グレイによる邪悪の樹。セフィロトと同じ配置の球体に、それぞれ悪徳が割り振られている。
- 0 - Darkness（暗闇）
- 1 - Atheism（無神論）
- 2 - Stupidity（愚鈍）
- 3 - Antipathy（反感）
- The ignorance abyss（無知の深淵）
- 4 - Apathy（無感動）
- 5 - Cruelty（残酷）
- 6 - Ugliness（醜悪）
- 7 - Lust（色欲）
- 8 - Greed（強欲）
- 9 - Instability（不安定）
- 10 - Materialism（物質主義）
- 左の柱（3, 5, 8）- Compulsion（強制）
- 中央の柱（1, 6, 9, 10）- Condemnation（非難）
- 右の柱（2, 4, 7）- Coercion（威圧）

（参照文献：William G. Gray. 1974, The Tree of Evil.）

### セトのトンネル
アレイスター・クロウリー晩年の秘書であったとされるイギリスのオカルティスト、ケネス・グラントは Nightside of Eden （1977年）において生命の樹の闇の側を探求した。セトのトンネル（Tunnels of Set）は同書の後半で解説されているもので、生命の樹の22の径に対応するクリフォトの闇のネットワークを表している。これを著すに当たりグラントが依拠した情報源は、クリフォトの22の径に対応する霊（genius）の名称とそのシジルが記されたクロウリーの霊界交信文書 Liber CCXXXI （『231の書』）であった。
グラントの論ずるところ、クリフォトは邪悪なものではない。セフィロトの鏡像であり、通常のリアリティの裏に隠された虚のリアリティの世界である。そして「セトのトンネル」は悪霊の王国ではなく、無意識領野の先祖返り的な古層の域であるとしている。
アメリカのオカルティスト、リンダ・ファロリオ（Linda Falorio）はセトのトンネルをカードに表現した「シャドウ・タロット」（The Shadow Tarot）を制作した。
22のセトのトンネルの名称は以下の通りである。
- 11th - Amprodias
- 12th - Baratchial
- 13th - Gargophias
- 14th - Dagdagiel
- 15th - Hemethterith
- 16th - Uriens
- 17th - Zamradiel
- 18th - Characith
- 19th - Temphioth
- 20th - Yamatu
- 21st - Kurgasiax
- 22nd - Lafcursiax
- 23rd - Malkunofat
- 24th - Niantiel
- 25th - Saksaksalim
- 26th - A'ano'nin
- 27th - Parfaxitas
- 28th - Tzuflifu
- 29th - Qulielfi
- 30th - Raflifu
- 31st - Shalicu
- 32nd - Thantifaxath

（参照文献：Kenneth Grant. 1977, Nightside of Eden.）

### デヴィッド・ゴドウィンによる死の樹
イスラエル・リガルディーの著書『黄金の夜明け』の編集に携わったデヴィッド・ゴドウィンによるクリフォト。セフィロトを上下に反転させた図式に地獄の存在の名が記されている。
- 0 - ケメティエル（Qemetiel）
- 00 - ベリアル（Belial）
- 000 - アティエル（Athiel）
- 1 - タウミエル（Thaumiel）
- 2 - オギエル（Ogiel）
- 3 - サタリエル（Satariel）
- 4 - ガシェクラー（Gasheklah）
- 5 - ゴラカブ（Golachab）
- 6 - タゲリロン（Tageriron）
- 7 - オレブ・ザラク（Oreb Zaraq）
- 8 - サマエル（Samael）
- 9 - ガマリエル（Gamaliel）
- 10 - リリト（Lilith）
- 11 - リヴァイアサン (Leviathan)

（参照文献：David Godwin. 1979, 1989, 1994, Godwin's Cabalistic Encyclopedia.）

### 邪悪の樹
邪悪の樹（Tree of evil）はクリフォトを図式化したモデルのひとつである。邪悪の樹は最下位のセフィラであるマルクトの下方に伸びており、生命の樹を逆さまにした構造を持つ。邪悪の樹の各球体には様々な悪徳と悪魔が対応する。また、球体の番号にはそれぞれ虚数単位を意味する「i」が付けられている。各悪徳及び悪魔は以下のようになっている。
- 1i  サタンのバチカル（Bacikal、無神論）
- 2i  ベルゼブブのエーイーリー（Iweleth、愚鈍）
- 3i  ルキフグスのシェリダー（Sheriruth、拒絶）
- 4i  アスタロトのアディシェス（Adyeshach、無感動）
- 5i  アスモデウスのアクゼリュス（Akzeriyyuth、残酷）
- 6i  ベルフェゴールのカイツール（Kaitul、醜悪）
- 7i  バールのツァーカブ（Shakah、色欲）
- 8i  アドラメレクのケムダー（Chemdah、貪欲）
- 9i  リリスのアィーアツブス（Aiyatsbus、不安定）
- 10i ナヘマーのキムラヌート（Qimranut、物質主義）

（参照文献：秋端勉『実践魔術講座』1998年、第9・10章）
黒野忍の主張
日本では「トワイライトゾーン」誌に掲載された魔術に関する記事でこの図式が紹介されたが、その情報源はウイリアム・G・グレイの The Tree of Evil である。魔術の学院I∴O∴S∴の学習主任である秋端勉も同じモデルを採用している。しかし黒野忍は自身の著作でグレイの The Tree of Evil のページを指定し、逆さまの生命の樹は書かれてない。また悪魔の名前も表記されていないことを明かしWikipediaの情報の訂正を求めた。故に邪悪の樹自体の名悪魔の名前の対応は完全に日本の悪ふざけだとし、悪ふざけの発端を1989年の「トワイライトゾーン」の魔術結社OSW記事とし、また小説家朝松健の作品「逆宇宙ハンターズ」に登場するOSWとも一致していることから、1989年の「トワイライトゾーン」のOSWが「逆宇宙ハンターズ」の販売促進の為に作り上げたものと指摘している。またイニシャルトークでOSWの記事を書いたのが日本の魔術の権威「E」「A」と「トワイライトゾーン」の編集者が黒野忍にリークしたことも書かれている。日本の悪ふざけから始まったのが悪魔の対応などであると黒野は主張している。またこれらの対応は朝松健の小説『魔術戦士』にも引用され、主人公のモデルは秋端勉と述べられている。この作品でもOSWが登場している。

### スティーヴ・セイヴドウによる死の樹
三重のヴェール
- 0 - Tohu（トフー、無形）
- 00 - Bohu（ボフー、虚無）
- 000 - Chasek（ハセク、闇）

クリフォトの四界
- Mi Habekiyeh（落涙の水）
- Mi Ha'ash（創造の水）
- Mi Auquinos（わたつみの水）
- Marmeh Im（いつわりの海）

十地獄の七処
- Shahul（三重地獄、いと高き者どもの地獄、en:Sheol）
  - 第一地獄：サタンとモロク
  - 第二地獄：ベルゼブブ
  - 第三地獄：ルキフゲ・ロフォカレ（ルキフグス）

- Abaddon（奈落）
  - 第四地獄：アスタロト

- Tythihoz（死の土）
  - 第五地獄：アスモデウス

- Baraschechath（破壊された墓穴）
  - 第六地獄：ベルフェゴール

- Tzalemoth（死の影）
  - 第七地獄：バエル

- Sha'arimrath（地獄の門）
  - 第八地獄：アドラメレク

- Giyehanim（地獄）
  - 第九地獄：リリス
  - 第十地獄：ナヘマー

（参照文献：Steve Savedow. 1996, Goetic Evocation.）

### ビル・ハイドリックによる逆セフィロト
Adverse Sephiroth
- 1 - Thamiel
- 2 - Chaigidel
- 3 - Sathariel
- 4 - Gamchicoth
- 5 - Golab
- 6 - Togaririm(n)
- 7 - Harab Serapel
- 8 - Samael
- 9 - Gamaliel
- 10 - Nehemoth または Lilith
- 11 - Belial

（参照資料：On the Nature of the Qlipphoth)
（参照資料：Magical Correspondences by Bill Heidrick）